# Stella Glow
Stella Glow är ett taktiskt rollspel som utvecklats av Imageepoch till Nintendo 3DS. Spelet släpptes i Japan av Sega juni 2015, i Nordamerika av Atlus november 2015 och i Europa och Australien av NIS America mars 2016. Spelets historia centrerar kring en ung man som måste resa för att förena fyra häxor så han kan rädda sin hemstad från förstörelse. Det är det sista spelet som utvecklats av Imageepoch.